# آقطی جنوبی
آقطی جنوبی (نام علمی: Sambucus australis) نام یک گونه از سرده آقطی است.